# John H. White

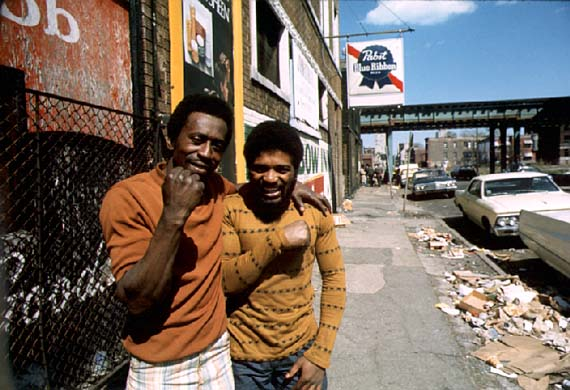
Ghetto v Chicagu, South Side, květen 1974, Documerica

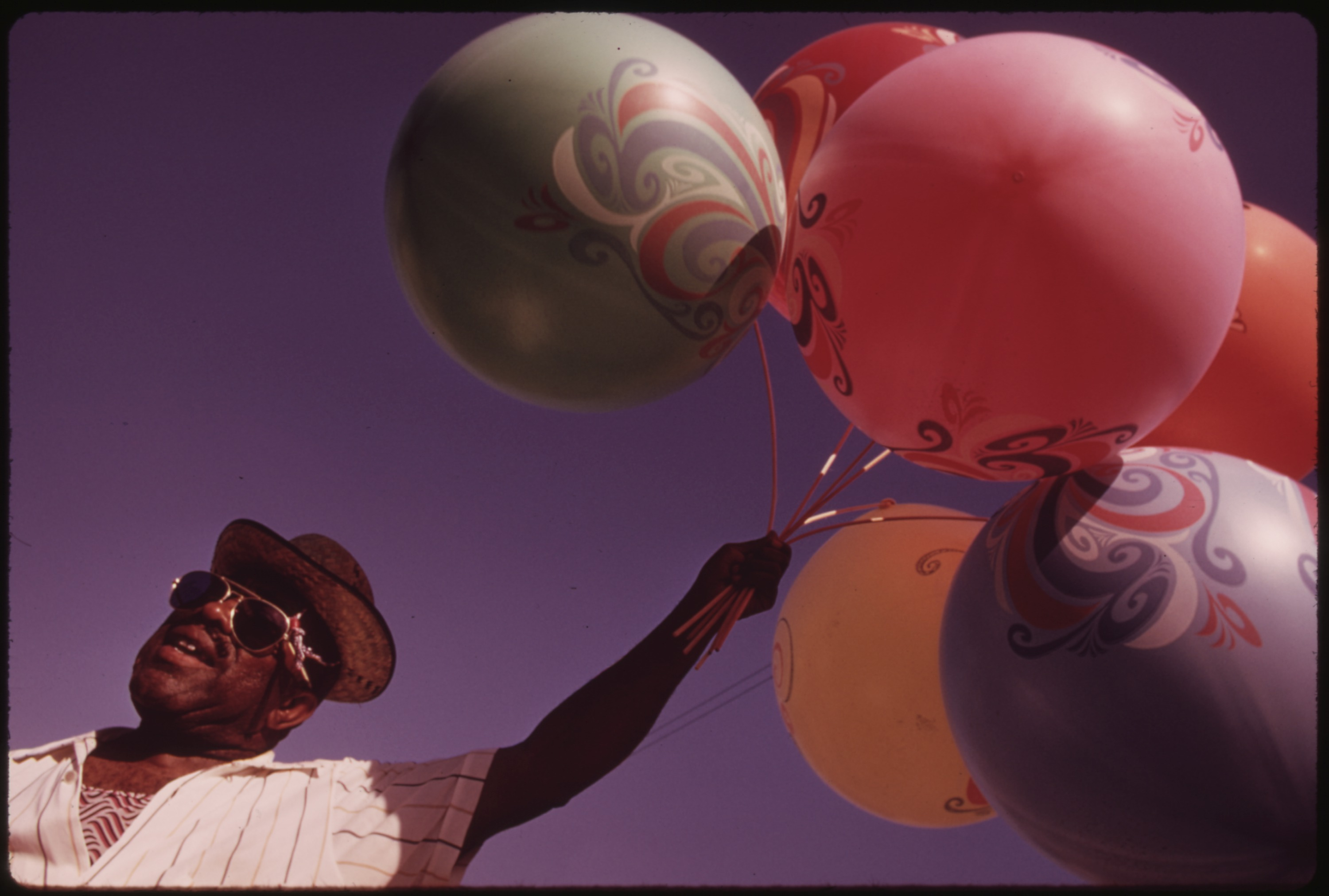
Prodavač balónků, archiv NARA

John H. White (* 18. března 1945 Lexington, Severní Karolína) je americký fotograf.

## Život a dílo
Whiteův otec také hrál klíčovou roli v jeho fotografie. Když bylo Johnu Whitovi 14 let, vyhořel jejich kostel a jeho otec ho požádal, zda by fotograficky nezdokumentoval destrukci a rekonstrukci. Byl to jeho vůbec první úkol se zaměřením na fotografický příběh.
Po práci pro Chicago Daily News začal v roce 1978 pracovat u Chicago Sun Times, kde doposud pracuje. Vyučuje fotožurnalistiku na Columbia College Chicago, před tím učil na Northwestern University.

### Projekt Documerica
V letech 1973 a 1974 se podílel na projektu DOCUMERICA americké agentury pro ochranu životního prostředí. Fotografovak Chicago a jeho afroamerické komunity, jejich problémy, kterým čelí obyvatelé, stejně jako jejich smysl života a hrdost.
V období 1971-77 vznikl program sponzorovaný americkou Agenturou pro ochranu životního prostředí (EPA), jehož úkolem bylo pořídit „fotografický dokument subjektů z hlediska životního prostředí“ na území Spojených států. EPA najala externí fotografy k fotografování objektů jako například zeměpisné oblasti s environmentálními problémy, EPA aktivity a každodenní život. Správa národních archivů a záznamů část tohoto katalogu zdigitalizovala a lze v něm najít odkaz na řadu fotografií autora.
Stovky jeho snímků spadají do kategorie public domain a jsou k dispozici na úložišti obrázků Wikimedia Commons.

## 80. - 90. léta
White v roce 1982 získal ocenění Pulitzer Prize for Photojournalism za "konzistentní vynikající práci na různých projektech." Jako fotograf byl v roce 1990 vybrán pro projekt Songs of My People. Vyhrál také tři národní ceny National Headliner Awards, byl prvním fotografem uvedeným do síně slávy Chicago Journalism Hall of Fame, pětkrát získal ocenění fotograf roku Chicago Press Photographer Association's Photographer of the Year award a v roce 1999 dostal medaili Chicago Medal of Merit.
Hal Buell, bývalý šéf Associated Press Photography Service, o Whitovi prohlásil, že je jedním z nejlepších fotografů v zachycení každodenního života. White publikoval knihu o kardinálovi Bernardinovi a v plánu má ještě jednu knihu o jeho životě mimo náboženské oblasti.

## Galerie

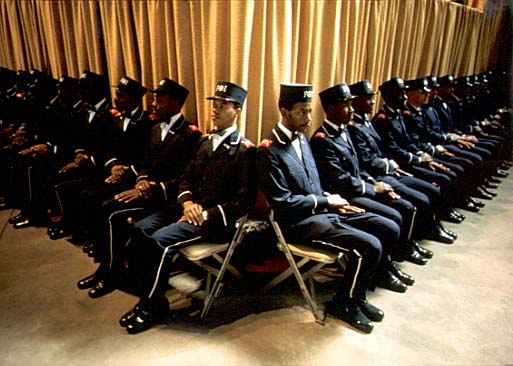
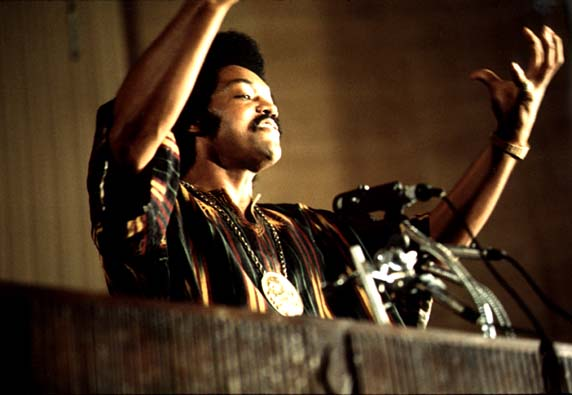
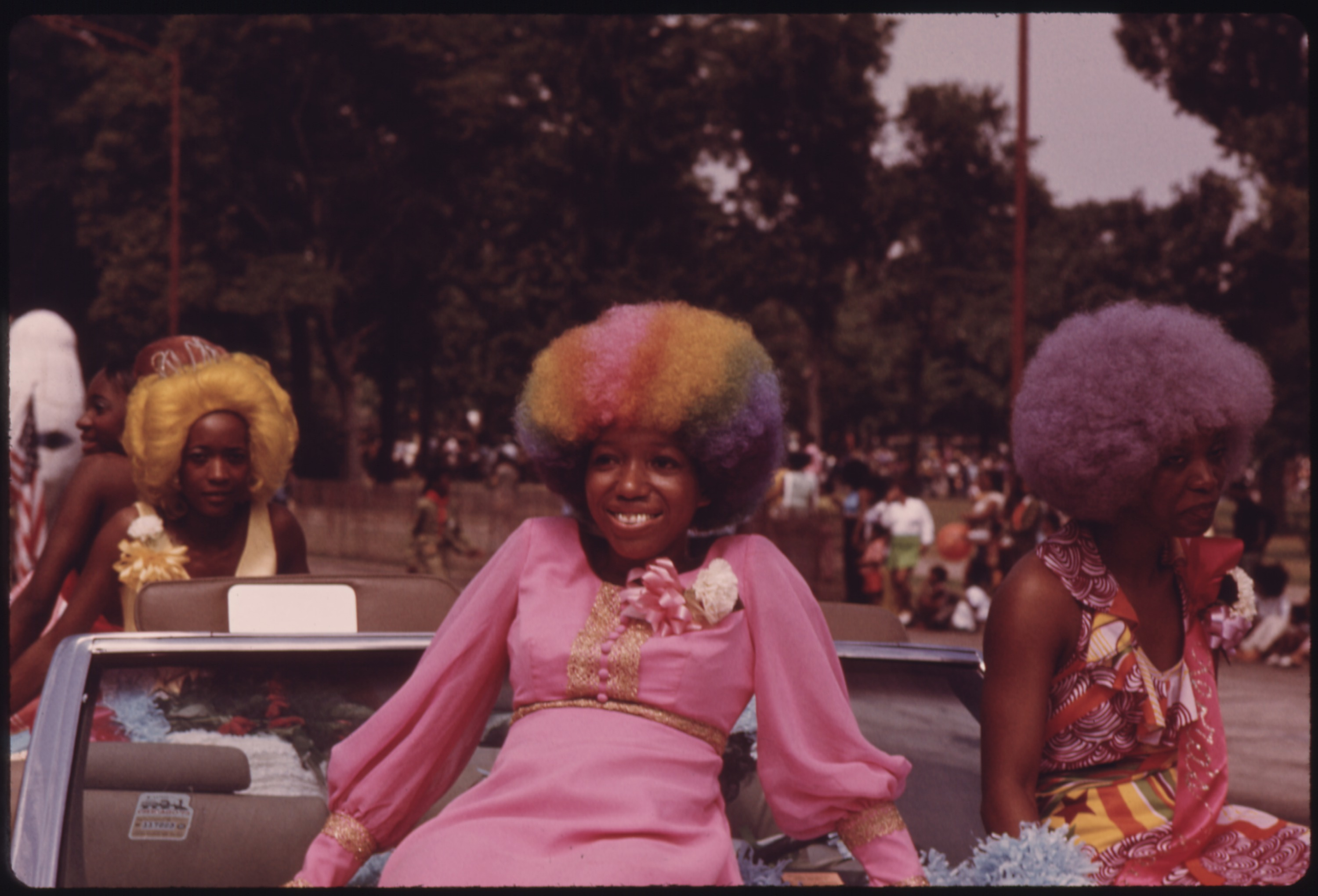
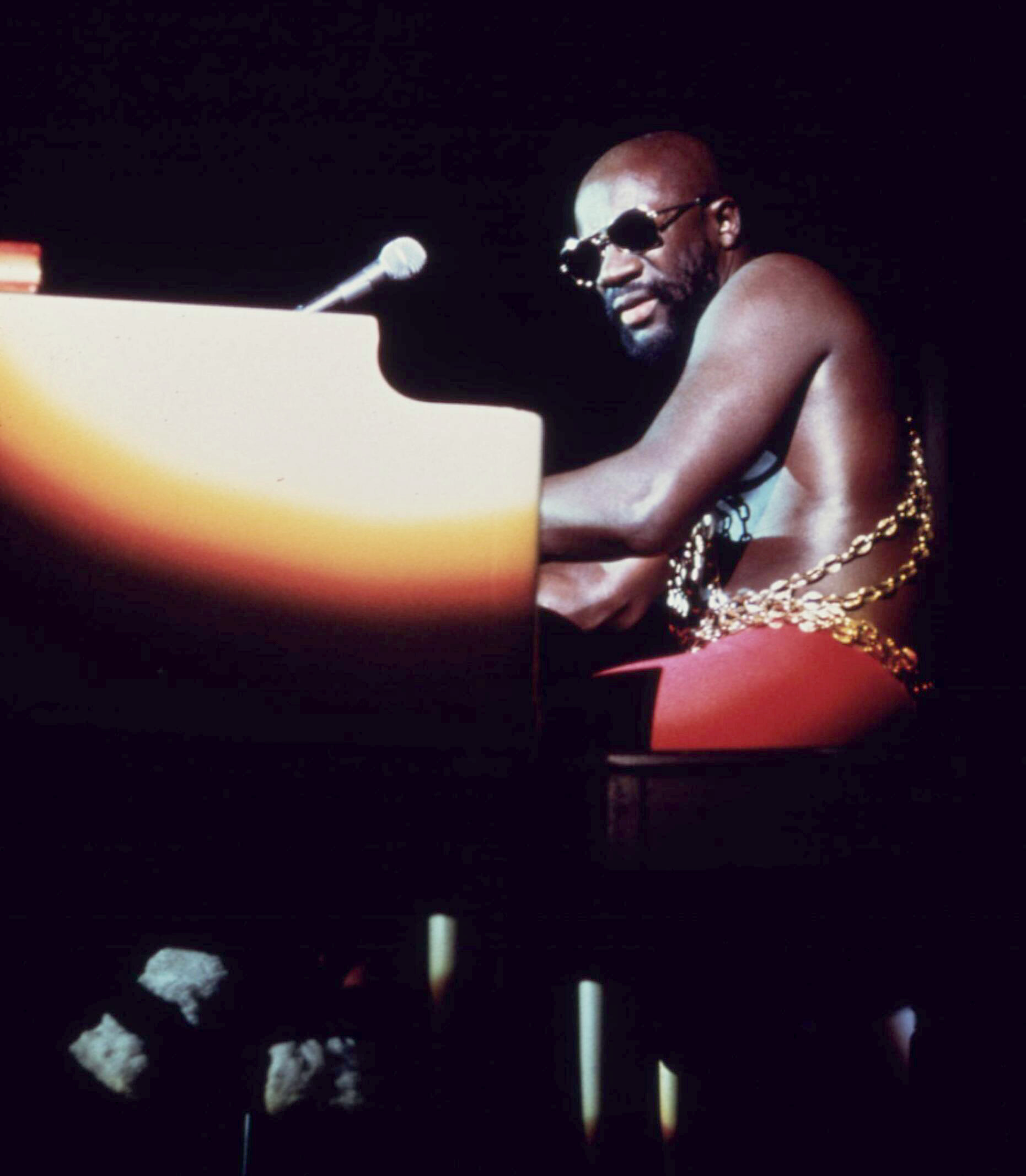
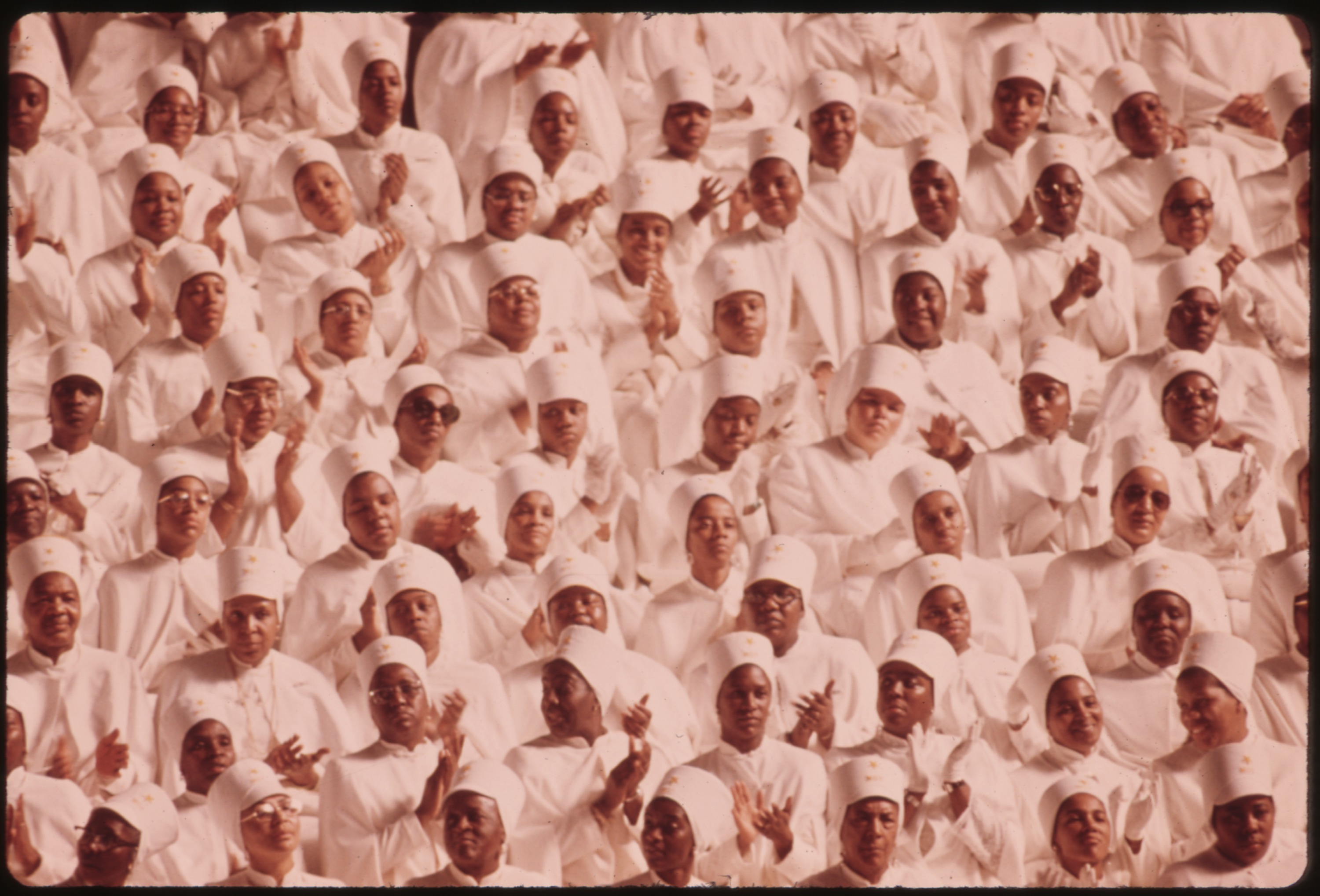
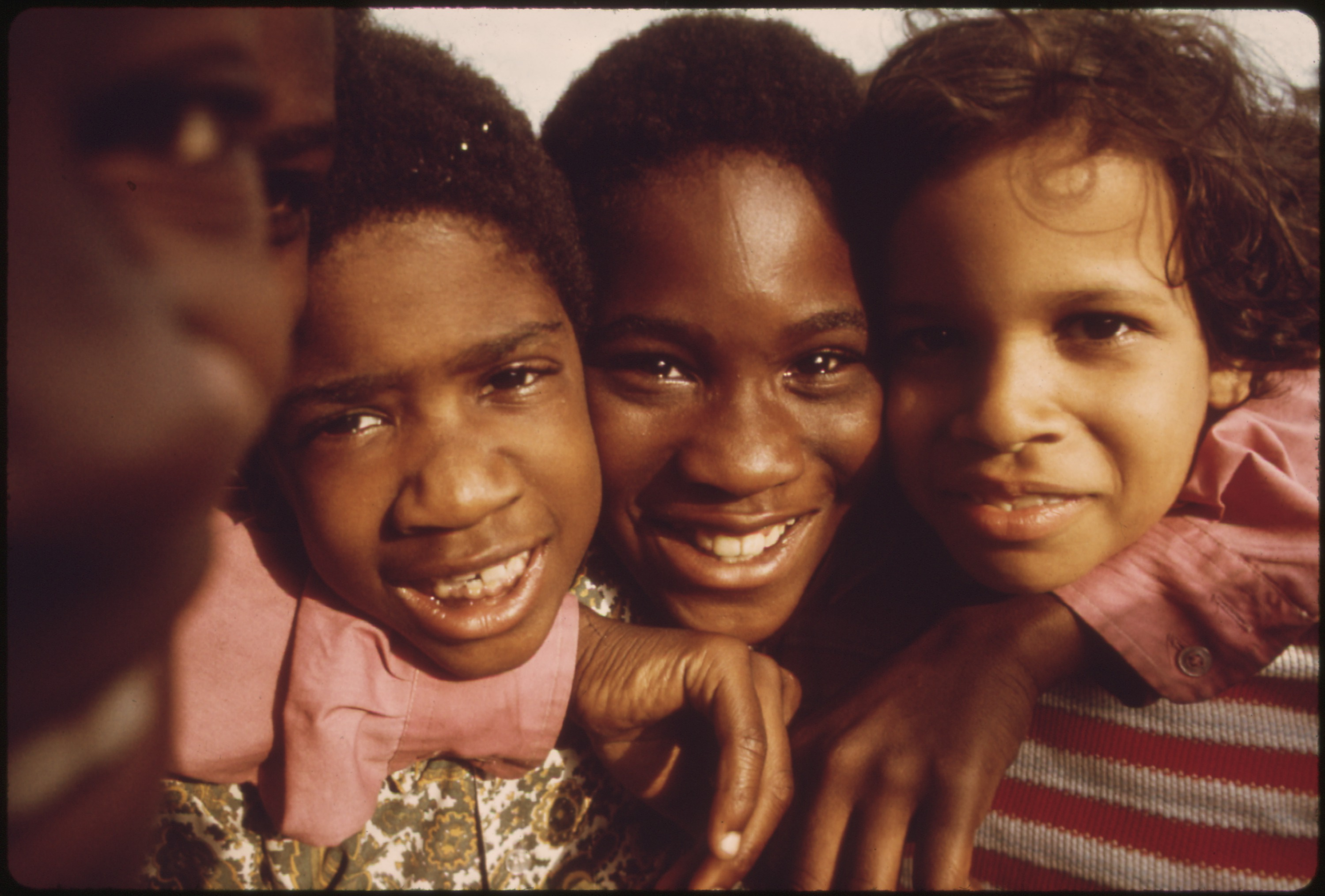
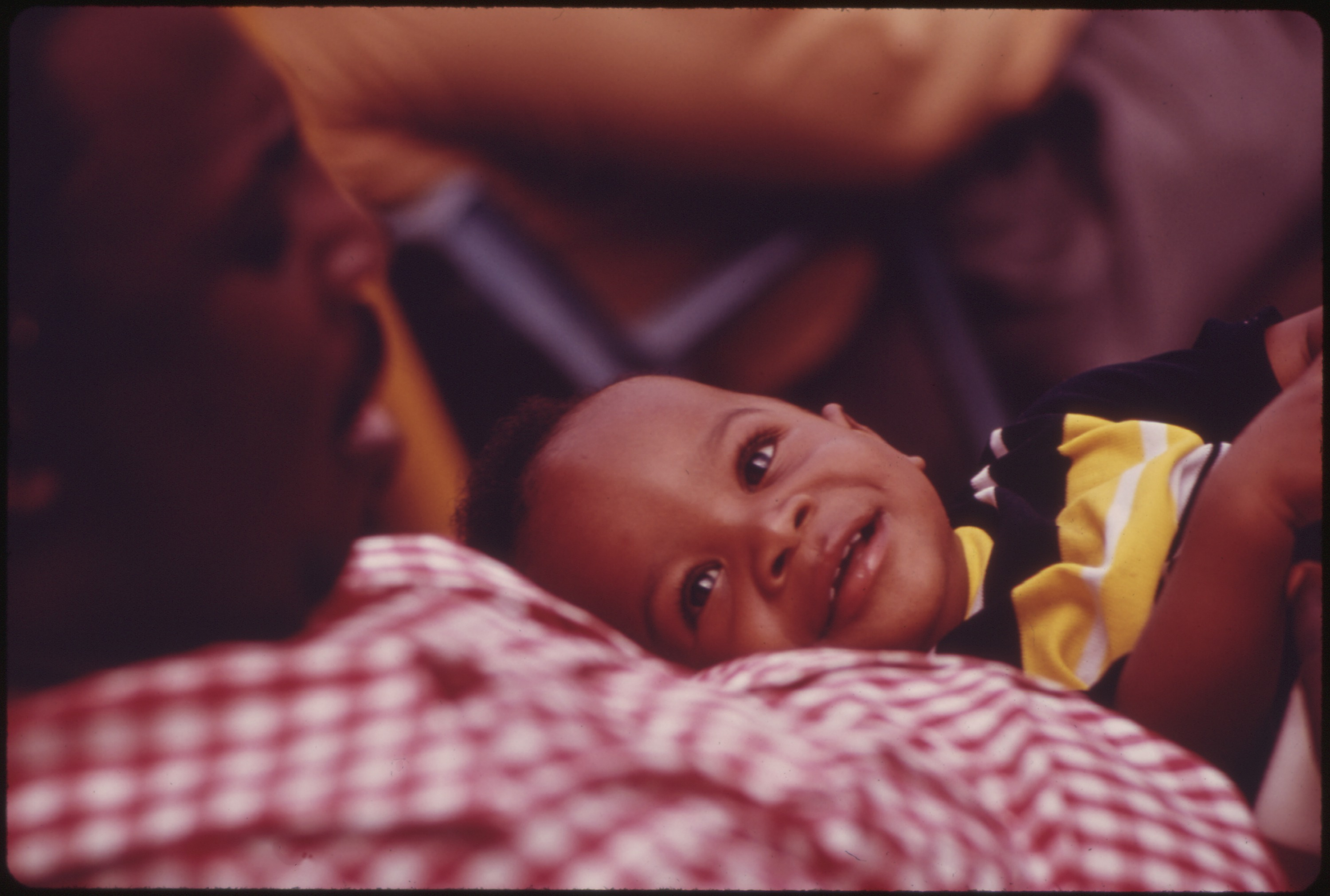
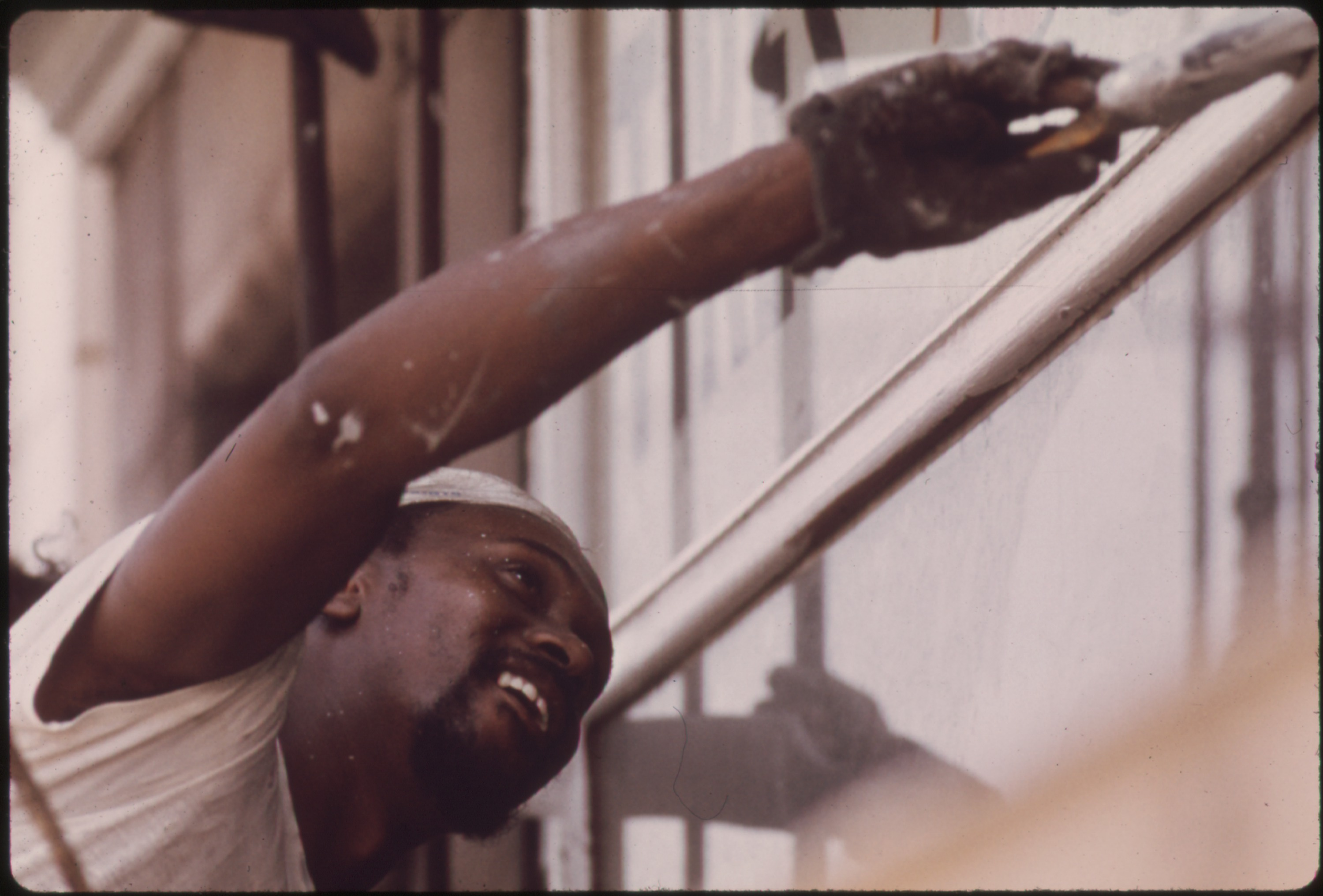
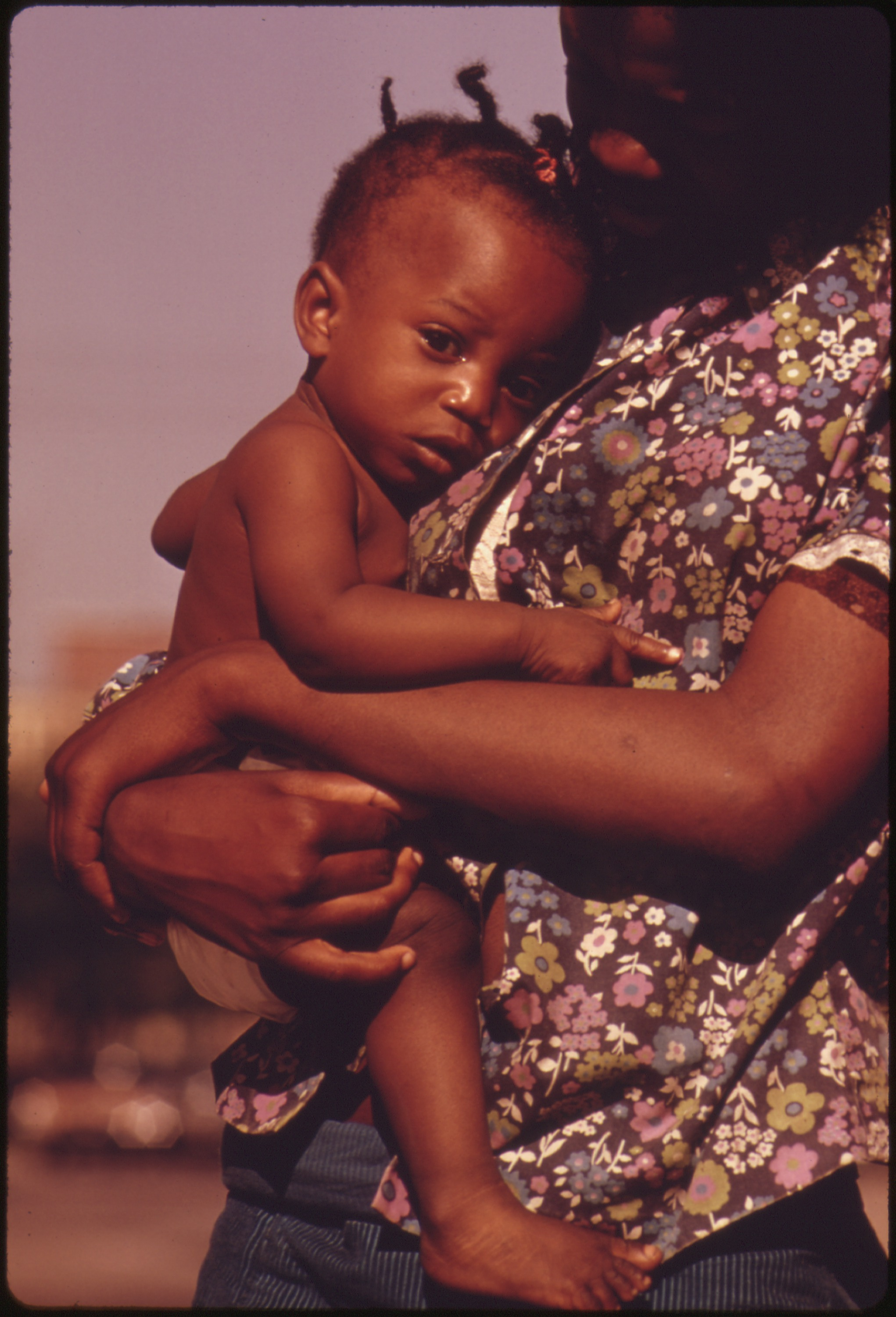